# Siddhewor
Siddhewor (nep. सिद्धेश्वर) – gaun wikas samiti w zachodniej części Nepalu w strefie Rapti w dystrykcie Salyan. Według nepalskiego spisu powszechnego z 2011 roku liczył on 943 gospodarstwa domowe i 5183 mieszkańców (2659 kobiet i 2524 mężczyzn).